# Křečkovití
Křečkovití (Cricetidae) jsou čeleď hlodavců.

## Systematika a evoluce
Křečkovití jsou druhou největší známou čeledí savců, která zahrnuje asi 15 % celkové savčí diverzity. Společně s čeleděmi ostnoplchovití (Platacanthomyidae), slepcovití (Spalacidae), křečkovití myší (Calomyscidae), křečkovití afričtí (Nesomyidae) a myšovití (Muridae) spolutvářejí velký klad Muroidea, přičemž jejich sesterskou skupinu představuje čeleď Muridae. Zejména systémy předcházející nástupu molekulární fylogenetiky se vyznačují poměrně proměnlivou taxonomií muroidních hlodavců. Myšovití v takovém případě typicky vystupují v širším smyslu jakožto skupina sdružující i křečkovité a další výše uvedené čeledi (příkladem je např. práce McKenna & Bellové z roku 1997), reliktem starších systémů jsou i obecná rodová jména „křeček“ pro zástupce nyní samostatných čeledí. Postavení samostatné čeledi mohli mít hraboši (Arvicolidae), nyní podčeleď křečkovitých. Křečkovití v současném systému zahrnují pět recentních podčeledí, a sice Arvicolinae (hraboši), Cricetinae (křečci praví), Neotominae, Sigmodontinae a Tylomyinae, s druhotným dělením do četných tribů.
Křečkovití jsou rozšířeni zejména na severní polokouli, s výjimkou Jižní Ameriky prakticky scházejí na gondwanských kontinentech (naproti tomu myšovití typicky obývají spíše jižní kontinenty s výjimkou Jižní Ameriky, až na kosmopolitní a ve svém areálu výskytu často nepůvodní rody Mus a Rattus). Korunová skupina křečkovitých se v holarktické oblasti dle fosilních nálezů objevuje již ve středním miocénu před asi 13 miliony lety, odhady molekulárních hodin naznačují ještě starší původ. Divergence kladů reprezentovaných zmíněnými pěti podčeleďmi nastala zřejmě mezi miocénem a pliocénem před zhruba 5 až 3 miliony lety, s následnou rapidní diverzifikací během pleistocénu (extrémně rychlou evoluci vykazují zejména hraboši). Evoluci křečkovitých doprovázely četné migrace, a to i mezi různými kontinenty. Podčeleď Arvicolinae je rozšířena v palearktické a nearktické oblasti, směrem na sever až do arktického regionu (příkladem budiž lumíci). Relativně nepočetná podčeleď Cricetinae zahrnuje pouze okolo 18 druhů pravých křečků z palearktické oblasti. Striktně americké jsou podčeledi Neotominae, Tylomyinae a Sigmodontinae, kdy první žije převážně v Severní, druhá ve Střední a třetí v Jižní Americe. Sigmodontinae představují nejrozmanitější skupinu savců neotropické oblasti a zahrnují asi třetinu místní savčí diverzity. Některé, dnes již často vyhubené druhy sigmodontinů kolonizovaly i Antily či Galapágy. Samotná historie podčeledi Sigmodontinae je navzdory jejímu evolučnímu úspěchu poměrně krátká, Jižní Ameriku kolonizovala ze severu nejspíše teprve po uzavření Panamské šíje na konci pliocénu, snad i dříve přes otevřený oceán.

## Charakteristika

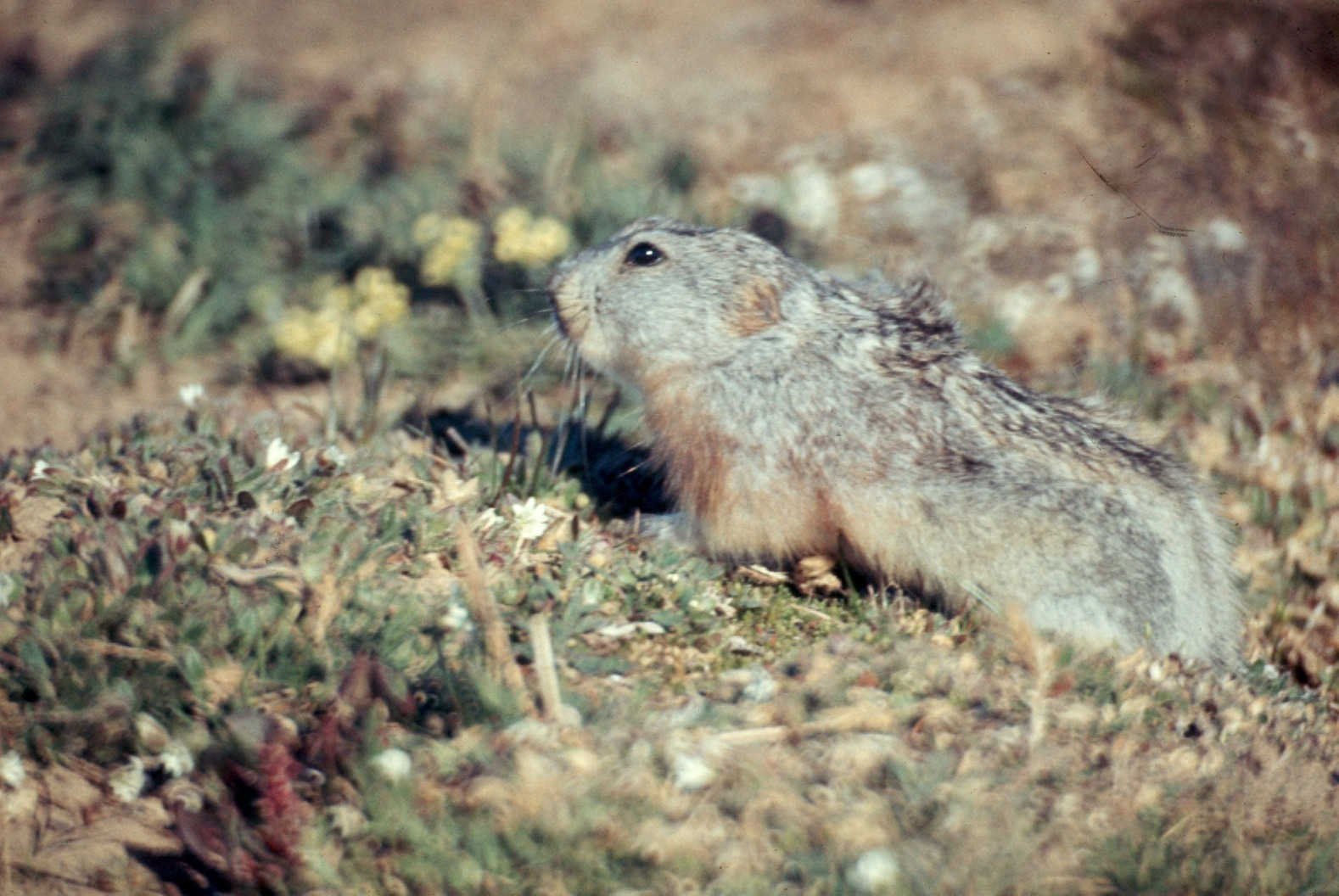
Lumík grónský (Dicrostonyx groenlandicus)

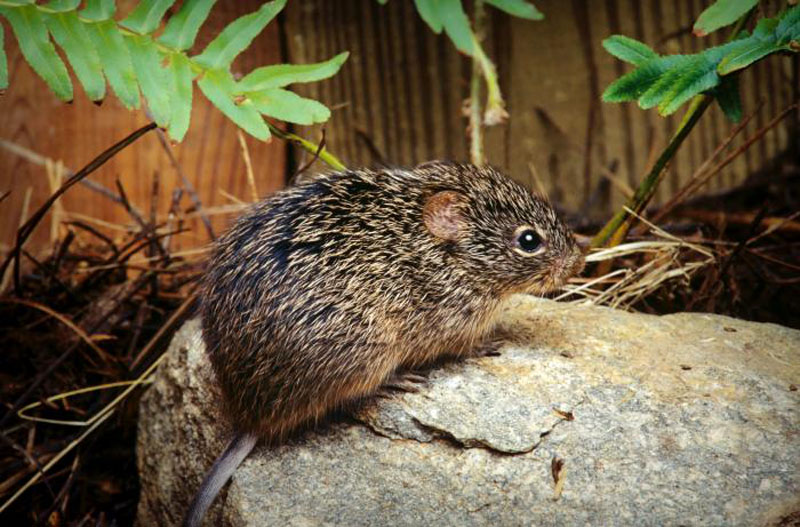
Křeček bavlníkový (Sigmodon hispidus)

Ačkoli jsou křečkovití druhově značně početná skupina, co do disparity nejsou příliš rozmanití. Obecně jde o malé pozemní hlodavce hmotnostně nepřesahující 100 g, největší žijící zástupce, ondatra pižmová (Ondatra zibethicus), dosahuje hmotnosti max. okolo 2 kg. Podobně velké však mohly být i některé dnes již vyhubené ostrovní rody, jako je Megalomys nebo Megaoryzomys. Ocas svou délkou nepřekračuje délku hlavy a těla, u některých zástupců, jako u podčeledi hrabošů, bývá relativně krátký. Zpravidla jej neporůstá srst. Tělesnou stavbu lze obecně charakterizovat jako zavalitou, s nevýraznými ušními boltci, zbarvení srsti se pak pohybuje v různých hnědých odstínech se světlejšími spodními partiemi. Lumíci rodu Dicrostonyx během zimy mění srst na bílý vzor. Celkový zubní vzorec činí 1/1, 0/0, 0/0, 3/3 = 16 zubů, stoličky mohou nabývat řady různých podob (typ brachyodontní, bunodontní, hypsodontní i hypselodontní). Zvláště hraboši mají zuby se složitě tvarovanými korunkami, přičemž abrazivní potrava založená na travinách vedla k vývoji neukončeného růstu zubů. Z cytogenetického hlediska křečkovití vynikají značnou rozmanitostí karyotypu.
Extrémní druhová bohatost i velký areál rozšíření křečkovité předurčují k osídlení rozmanitých stanovišť, ať už jsou to různé typy listnatých a jehličnatých lesů, pouště, stepi či mokřady. Typicky tolerují i chladné klimatické podmínky, přičemž během chladných měsíců řada křečkovitých upadá do dlouhodobého stavu strnulosti. Lumík grónský (Dicrostonyx groenlandicus) obývá severskou tundru až po asi 83° severní šířky, což z něj činí nejseverněji žijícího suchozemského savce, zatímco křeček patagonský (Euneomys chinchilloides) se rozšířil až po nejjižnější výspy Jižní Ameriky v Ohňové zemi. Naproti tomu křečkové rodu Eligmodontia kolonizovali jedny z nejsušších pouští Jižní Ameriky. Potravní návyky křečkovitých jsou rozmanité podobně jako obývané biotopy, lze mezi nimi nalézt býložravé, všežravé, hmyzožravé i zrnožravé druhy, konkrétní potravní specializace ale bývají vzácné. Praví křečci si potravu skladují v podzemních chodbách, kam ji dopravují za pomoci lícních toreb; zimní zásoby křečků mohou v takovém případě vážit i mnoho desítek kilogramů. Rozmnožování probíhá sezónně, v tropech celoročně. Březost trvá zhruba 3 týdny, vrh čítá 5 až 6 mláďat. Zvláště mezi hraboši se etablují jedni z nejplodnějších známých savců, jejich populace však zároveň často podléhají výkyvům, proslaveným zejména v případě lumíků.